# 이투뉴스
이투뉴스(Energy & Environment News, E2NEWS)는 한국에서 발행되는 온·오프라인 경제 신문이다. 2007년 창간되었다. 에너지, 자원, 환경, 산업 분야를 주로 다루며 기후 변화와 온실가스 대응, 신 재생 에너지, 국제 동향 등을 보도하고 실시간 뉴스를 제공한다. 정부 정책과 전력, 원자력, 신재생, 가스, 석유, 자원, 환경 산업, 국제 분야 등의 전문 정보를 접할 수 있다. 이 신문은 주로 일반독자와 정부 및 공기업, 지방자치단체, 산업계(민간기업), 학계(연구소), 관련 협회 및 단체, 시민단체, 대학 등에서 구독하고 있다. 종이신문과 온라인신문으로 배포된다.  